# Guigang
Guigang (贵港 ; pinyin : Guìgǎng) est une ville de la région autonome du Guangxi en Chine. La population de sa juridiction est d'environ 4,4 millions d'habitants. La population du district était de 5 033 101 habitants en 2010.

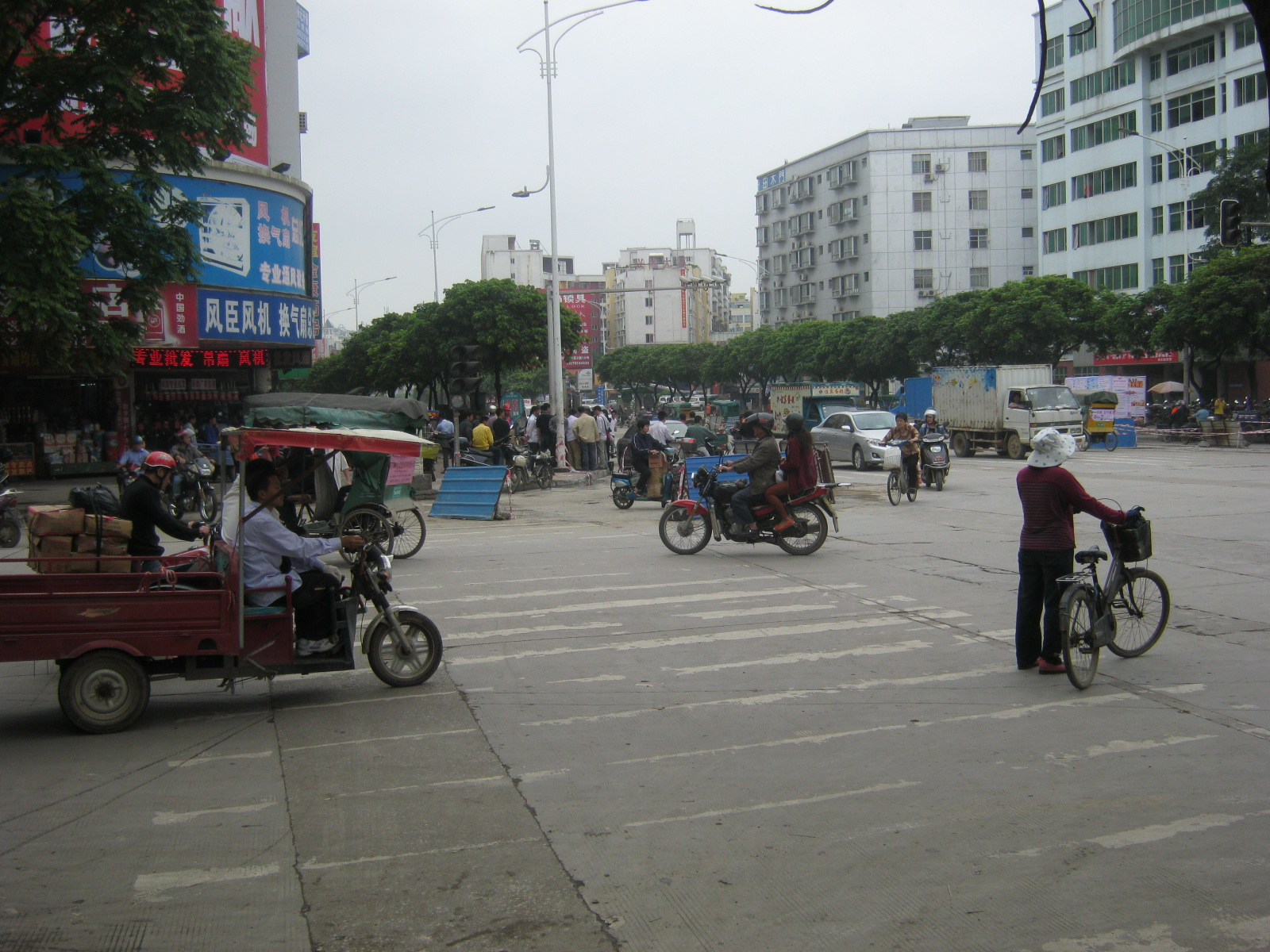
Guigang en 2013. Route Jiefang

## Subdivisions administratives
La ville-préfecture de Guigang exerce sa juridiction sur cinq subdivisions - trois districts, une ville-district et un xian :
- le district de Gangbei - 港北区 Gǎngběi Qū ;
- le district de Gangnan - 港南区 Gǎngnán Qū ;
- le district de Tantang - 覃塘区 Tántáng Qū ;
- la ville de Guiping - 桂平市 Guìpíng Shì ;
- le xian de Pingnan - 平南县 Píngnán Xiàn.